# José Marín
José Marín (katalánsky Josep Marín i Sospedra) (* 21. ledna 1950 El Prat de Llobregat) je bývalý španělský atlet, mistr Evropy v chůzi na 20 kilometrů z roku 1982.

## Sportovní kariéra
V závodě na 20 kilometrů chůze obsadil na mistrovství Evropy v roce 1978 i na olympiádě v Moskvě o dva roky později páté místo. Velkým úspěchem pro něj byl evropský šampionát v Athénách v roce 1982. Zvítězil v chůzi na 20 kilometrů, v závodě na 50 kilometrů chůze vybojoval stříbrnou medaili. Při premiéře mistrovství světa v Helsinkách v roce 1983 skončil třetí na padesátikilometrové trati, v závodě na 20 kilometrů obsadil čtvrté místo. Na olympiádě v Los Angeles v roce 1984 startoval pouze na padesátikilometrové trati, kde skončil šestý. Jeho posledním medailovým úspěchem bylo třetí místo v chůzi na 20 kilometrů na světovém šampionátu v Římě v roce 1987. Startoval také na olympiádě v Soulu (čtvrtý na 20 kilometrů a pátý na 50 kilometrů chůze) a v Barceloně v roce 1992 (devátý na 50 kilometrů chůze).